# المدارس الداخلية في برمنغهام

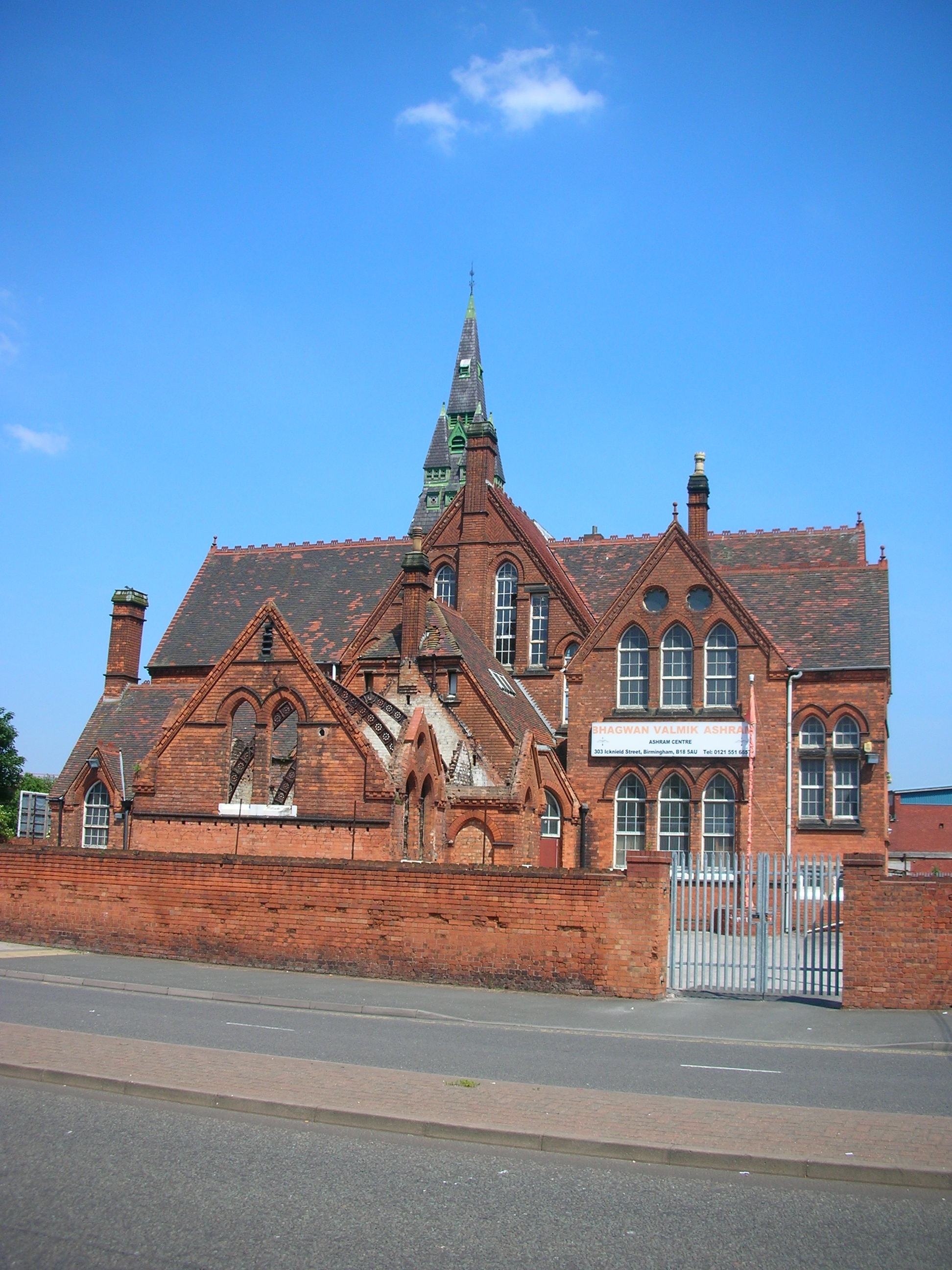
المدرسة الداخلية في شارع Icknield

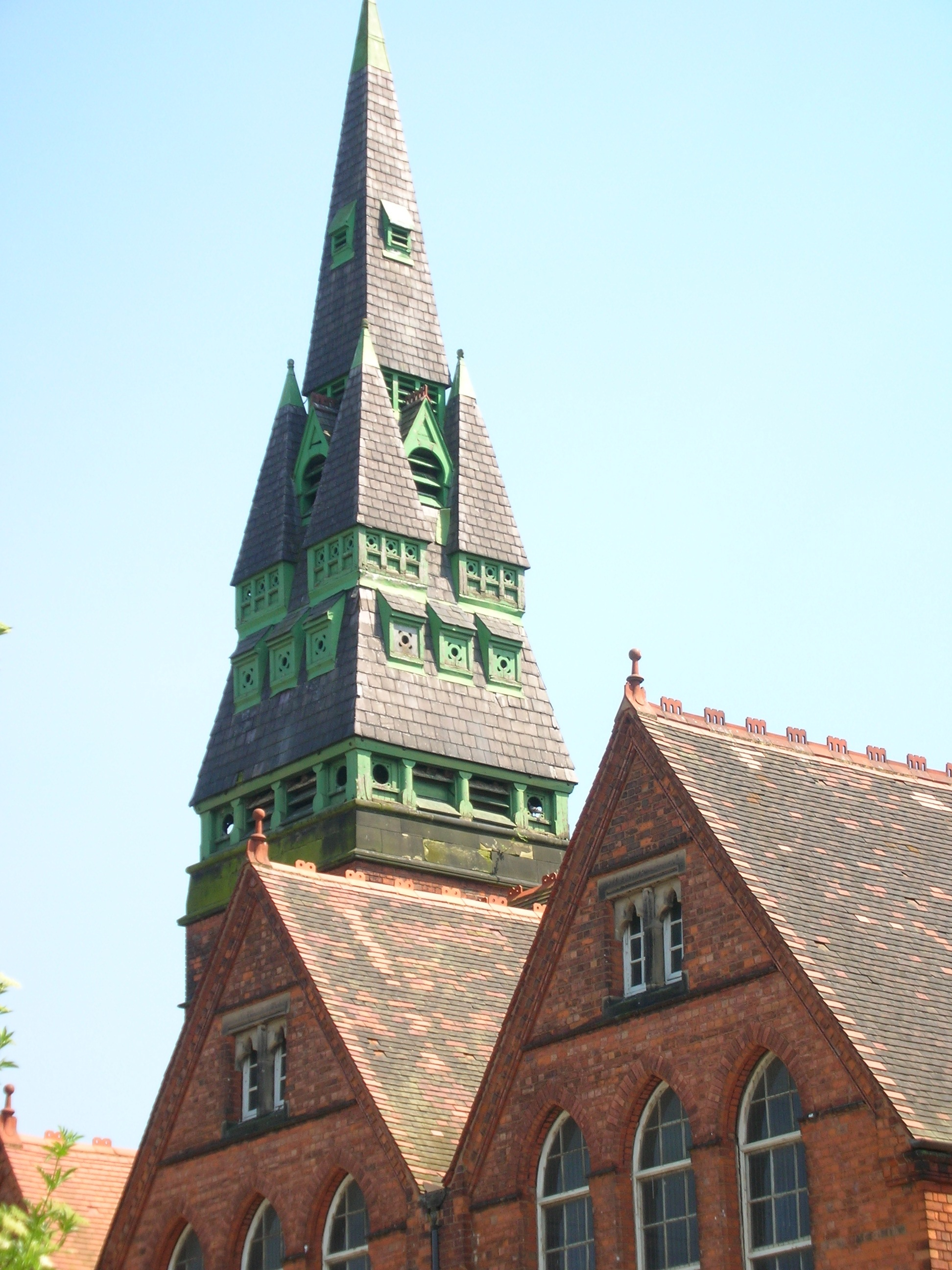
برج المدرسة الداخلية في شارع Icknield

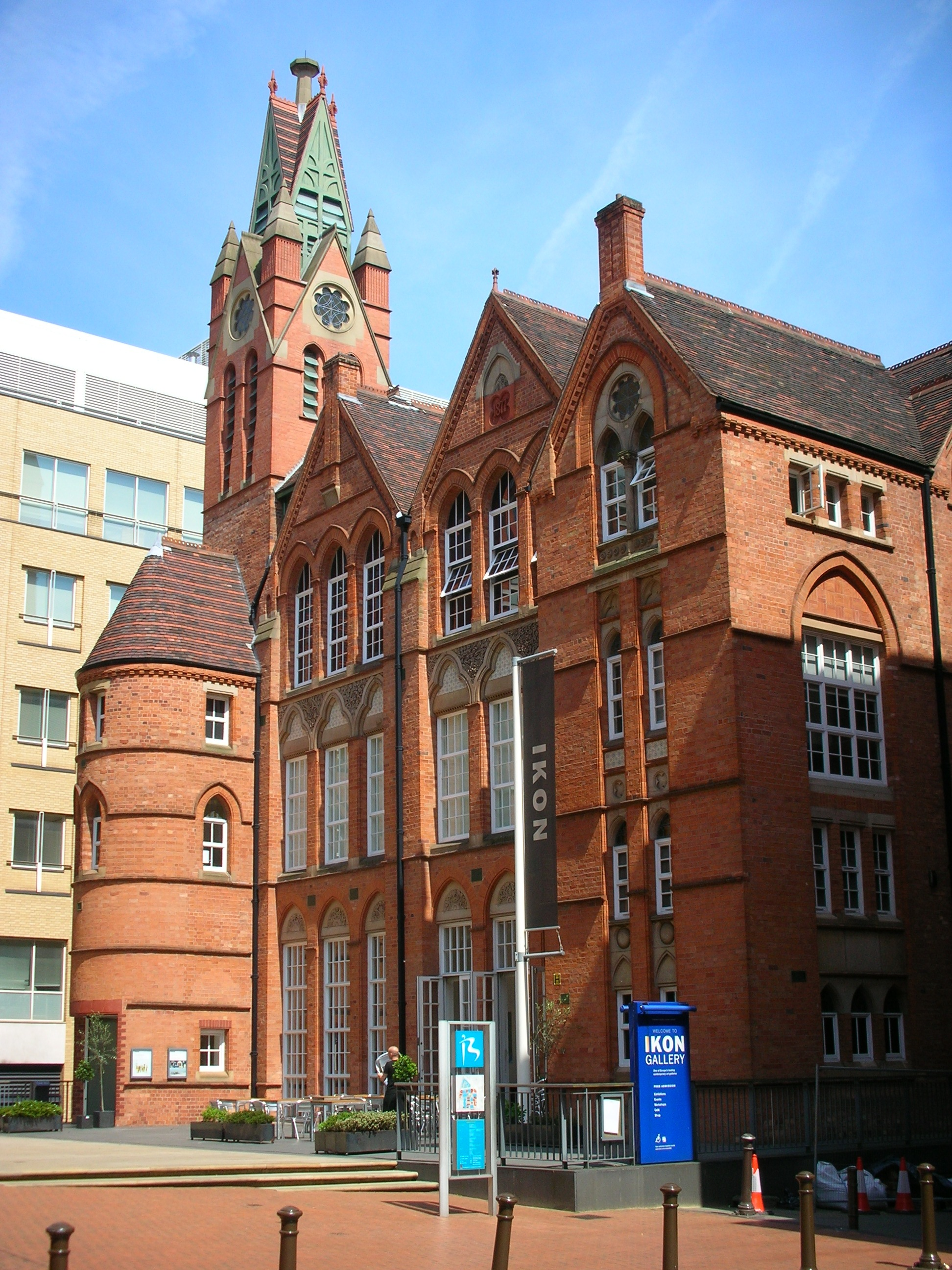
المدرسة الداخلية في شارع Oozells -- معرض ايكون Ikon

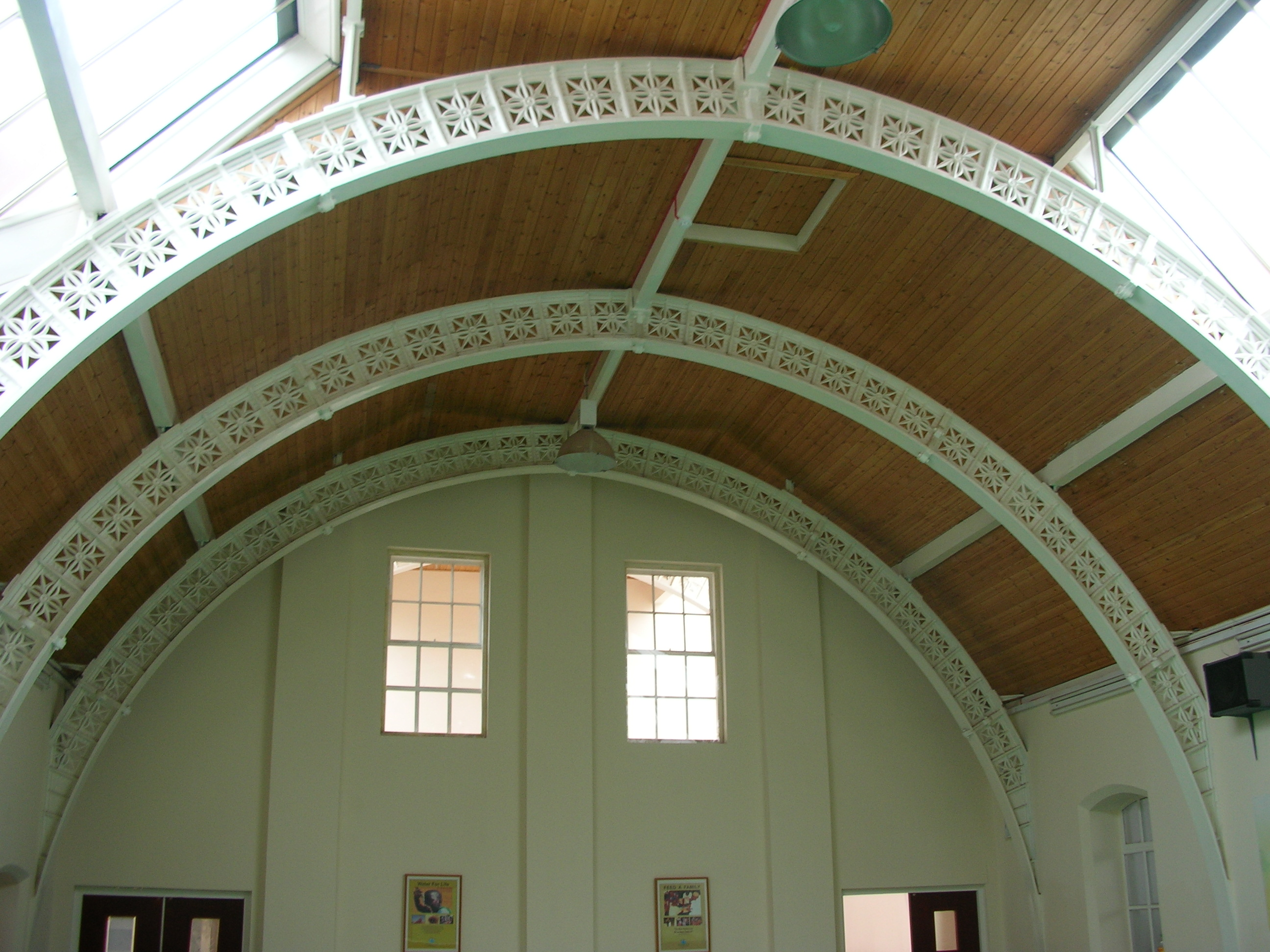
السقف الحديدي للمدرسة الداخلية في شارع Tilton

أقيمت المدارس الداخلية في بيرمنغهام بسرعة كبيرة للغاية من خلال قانون فورستر للتعليم الابتدائي الذي صدر في 1870، والذي يغطي إنجلترا وويلز. حيث تم إنشاء أكثر من اربعين مدرسة ضمن هذا القانون في برمنغهام.

## قانون التعليم الابتدائي 1870
قام جورج ديكسون George Dixon، عضو مجلس النواب (البرلمان) لبرمنغهام، وجوزيف تشمبرلين جوزيف تشامبرلين، رئيس بلدية برمنغهام، وكلاهما منشق عن سلطة الكنيسة حيث كانوا قادة التربية الوطنية الجامعة ونشطاء في الفترة 1860 و 1870 بتوفير التعليم المجاني البعيد عن نفوذ الكنائس.تقوم كنائس الانجيلين والكاثوليك بالسيطرة على مدارس المتطوعين وتسيطر ايضأعلى التعليم الديني للراغبين في هذا المجال.اما الليبراليون والمنشقون عن سلطة الكنيسة يريدون أن يكون التعليم الإلزامي للجميع دون تدريس العقيدة الدينية.في نهاية الامر شكل قانون التعليم الابتدائي الصادر سنة 1870 حلا وسطا سد الثغرات في النظام الطوعي وبالتالي حلا للمشكلة.
القانون يسمح لكل بلدية ب:
- انتخاب مجلس إدارة المدرسة
- جمع الأموال عن طريق فرض الضرائب المحلية
- تتطلب حضور الذين تتراوح أعمارهم بين خمس وعشر سنوات، وذلك بواسطة قانون(bye-law)، وهو الخيار المحلي

انشأت أول مدارس برمنغهام الداخلية في 28 تشرين الثاني 1870 وشملت المنشقين عن سلطة الكنيسة وهم: جوزيف تشامبرلين جوزيف تشامبرلين وجورج داوسون George Dawson ودايل R. W. Dale  واتخذوا أول مكتب للمدرسة في 98 شارع إدموند ستريت.
لقد تم تعيين مهندس معماري يدعى تشامبرلين J.H. Chamberlain من شركة مارتن & تشامبرلين Martin & Chamberlain ولا علاقة له بجوزيف تشامبرلين.وتم وضع خطة بناء طموحة لبناء عدة مدارس وفق التسلسل الزمني التالي :
- خمس مدارس في عام 1873
- مدرستان في عام 1874
- ثلاثة مدارس في عام 1875
- ست مدارس في عام 1876
- ست مدارس في عام 1877
- أكثر من تسع مدارس في السنوات الست المقبلة.

في عام 1902أصدر قانون بلفور للتعليم والذي الغي بموجبه المدارس الداخلية واستبدلت بالسلطات التعليمية المحلية.

## اعتمد القانون ثلاثة أقسام تعليمية -- الرضع والفتيات والفتيان
اعتمد التعليم في هذه الحقبة بدقة على فصل البنين عن البنات، حيث الإدارة والمعلمين للبنين منفصلين عن الإناث وكذلك الفصول، والملاعب، والمداخل.وبالتالي يكون الأولاد والبنات في طوابق مختلفة.وعادة ما كان هناك قسم ثالث للأطفال الرضع. كان التدريس عن طريق الجمع بين التعليم الرسمي لأعداد كبيرة من الطلاب في القاعة الرئيسية تحت اشراف الإدارة ووتقسيم الصالة إلى صفوف تسمح لكامل طلاب القسم بالحضور، وبالتالي تتم عملية التعليم من قبل مدرسي التلاميذ ومساعدي التدريس داخل الصفوف تحت مراقبة الإدارة.والذي ساعد الإدارة على مراقبة عملية التعليم وجود القواطع الزجاجية التي تفصل الصفوف.

## الهندسة المعمارية
اعتقد تشامبرلين أن الهندسة المعمارية للمدارس ينبغي أن توفر للتلاميذ مقارنة لطيفة بينها وبين المنازل والبيئات القاتمة.حيث وفرت المدارس التي صممها تشامبرلين النظافة، والضوء، والهواء النقي والجمال.وتضمن التصميم تجميل المدارس بالطوب الأحمر والطين، مع أسطح حادة تدعمها أقواس كبيرة من شغل حديدي مكشوف داخلياً، والمخطط لها بحرية، وقد قاموا برفع التصميم إلى أعلى لتوفير التهوية باستخدام نظام متكامل حيث يتم سحب الهواء النقي من الأعلى إلى المستويات الأرضية الملوثة، ويمكن تسخين هذا الهواء إذا لزم الأمر ويمكن استخدام البرج للتهوية أيضا.اما البرج عادة ما كان يوضع فوق الدرج لاستخلاص الهواء المار داخل المدرسة. وتوفرت في المدرسة أيضا لوحات الصلصال، والبلاط المزجج، ومصنوعات الزينة، والنوافذ الطويلة، والزجاج الملون.ولقدعملت شركة مارتن تشامبرلين بأجور منخفضة وذلك لتوفير التعليم الصحي الآمن لجميع الطلاب.كتبت جريدة بول مول في عام 1894 ما يلي :
في برمنغهام أنت قَدْ تَعترفُ عموماً بأن المدرسة الداخلية الموجودة هي أفضل بنايةِ في الحيِّ. لكن في مدارس لندن هناك اختلاف واضح. فالأبراجِ العاليةِ التي تُؤدّي الغرضَ النفعيَ لإعْطاء التهويةِ الممتازةِ، والنوافذ الجملونية، والطابوقَ الأحمرَ الدافئ والزجاج الملونَ وهذه الامور تقودنا إلى حقيقة ان أفضل مدارس برمنغهام الداخليةِ قد وصلت إلى نهاية الفن بلا منازع. اما بما يتعلق بالضوءِ والهواء فإن أسوأ المَدارِسِ في بيرمنغهام تساوي أفضل مدارس لندن.
بعض المدارس ما زالت تستخدم في الوقت الحالي للتدريس، وبعضها استخدمت لأغراض أخرى، وبعضها تم هدمها.ومن الأمثلة الجيدة على ذلك مدرسة شارع Icknield بالقرب من جسر هوكلي، إلى الشمال من حي المجوهرات تعرضت للهدم، ومدرسة شارع Oozells الداخلية تحولت إلى معرض يدعى ايكون Ikon Gallery.